# Tavite Veredamu
Pas d'image ? Cliquez ici

a Compétitions nationales et continentales officielles uniquement.

b Matchs officiels uniquement.
Dernière mise à jour le 19 mai 2022.
Tavite Veredamu, né le 1er septembre 1989 aux Fidji, est un joueur fidjien et français de rugby à XV et international français de rugby à sept. À XV, il joue au poste d'ailier et à sept il évolue au poste de pilier.
Il est également un caporal-chef de la Légion étrangère. Il possède officiellement la nationalité française depuis le 13 décembre 2018.

## Biographie

### Arrivée en Fédérale
Veredamu commence le rugby aux Fidji et en 2005, il intègre le Nakavu Rugby Club. En 2007, à 18 ans, Tavite Veredamu quitte ses Fidji natales pour s'engager dans la Légion étrangère, au 2e régiment étranger d'infanterie basé à Nîmes en France. Après trois années sans jouer au rugby, il rejoint le RC Nîmes où il intègre rapidement l'équipe première évoluant en Fédérale 1 et Fédérale 2. En 2015, il dispute la Coupe du monde militaire.
Au début de la saison 2017-2018, il inscrit sept essais en six matches. Il est alors intégré à l'équipe de France de rugby à sept pour évoluer dans les World Rugby Sevens Series.

### Carrière de rugby à sept
Sa première saison sur le circuit mondial de rugby à sept se conclut à San Francisco pour la Coupe du monde. La France termine à la huitième place et Tavite Veredamu termine dans l'équipe type de la compétition.
En 2018, il signe un contrat avec la Fédération française de rugby pour intégrer de manière permanente l'équipe de France de rugby à sept. Il possède officiellement la nationalité française depuis le 13 décembre 2018.
En août 2020, il signe à l'ASM Clermont, un contrat jusqu'à la fin de l'année, en tant que joker médical de Peceli Yato.

## Palmarès
- Hong Kong Sevens 2019
- Équipe type du Hong Kong Sevens 2019[7].
- Équipe type de la Coupe du monde 2018[4].